# Онзінген
Онзінген (нім. Oensingen) — громада в Швейцарії в кантоні Золотурн, округ Гой.

## Географія
Громада розташована на відстані близько 45 км на північний схід від Берна, 17 км на північний схід від Золотурна.
Онзінген має площу 12,1 км², з яких на 22 % дозволяється будівництво (житлове та будівництво доріг), 39,6 % використовуються в сільськогосподарських цілях, 37,5 % зайнято лісами, 0,9 % не є продуктивними (річки, льодовики або гори).

## Демографія
2019 року в громаді мешкало 6264 особи (+19,8 % порівняно з 2010 роком), іноземців було 35 %. Густота населення становила 518 осіб/км².
За віковим діапазоном населення розподілялося таким чином: 20 % — особи молодші 20 років, 63,6 % — особи у віці 20—64 років, 16,4 % — особи у віці 65 років та старші. Було 2752 помешкань (у середньому 2,3 особи в помешканні).
Із загальної кількості 5350 працюючих 81 був зайнятий в первинному секторі, 1925 — в обробній промисловості, 3344 — в галузі послуг.

## Пам'ятки
- В громаді розташований замок Ной-Бехбург збудований у 1250 році. Замок є культурною спадшиною національного значення. Розташований на хребті завдовжки 86 метрів і заввишки 14 метрів. З часом він зазнав змін, у первинному стані залишилася лише початкова частина на сході разом із 30 метровим донжоном.
- Парафіяльний костел Святого Георгія
- Будівля ректорату, Ауссербергштрассе 12
- Пфлюгерхаус, Ауссербергштрассе 2
- Житлові будинки, Гауптштрасе 5, 36, 47
- Стара кузня на Дюннерні, Біфангвег 1
- Колишні будинки робітників з каретним сараєм, Золотурнштрассе 65, 67, 69

## Галерея

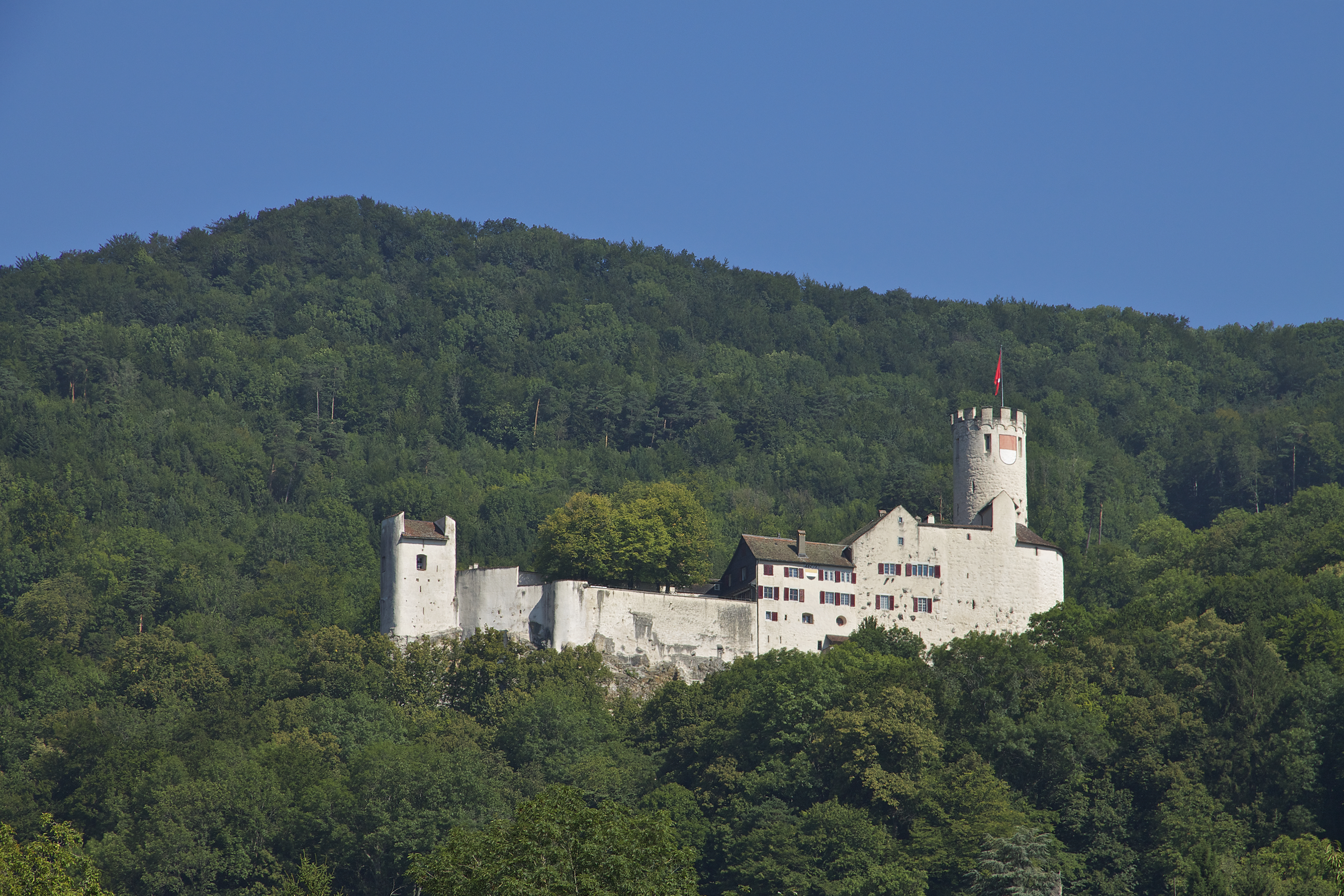
замок Ной-Бехбург
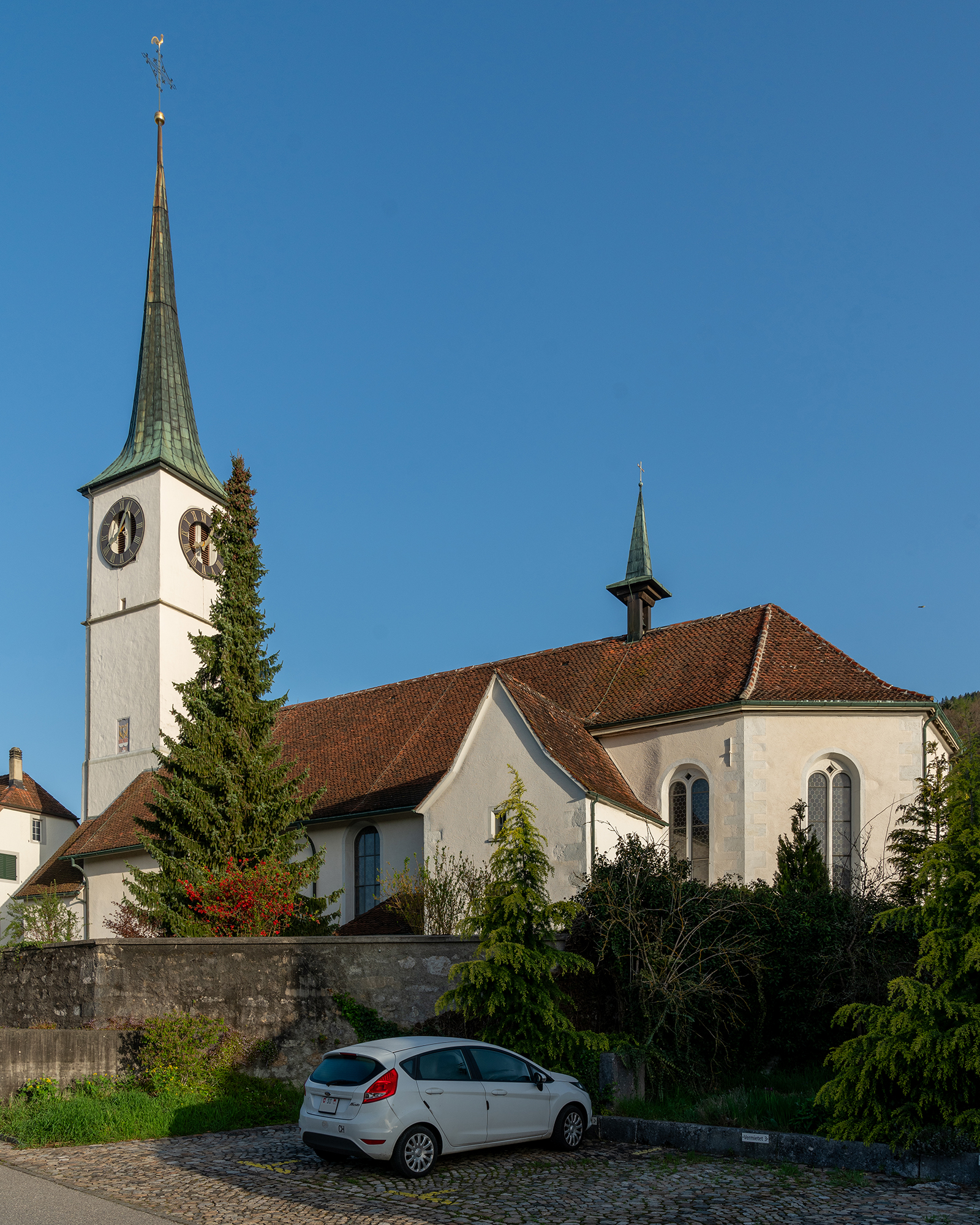
костел Святого Георгія
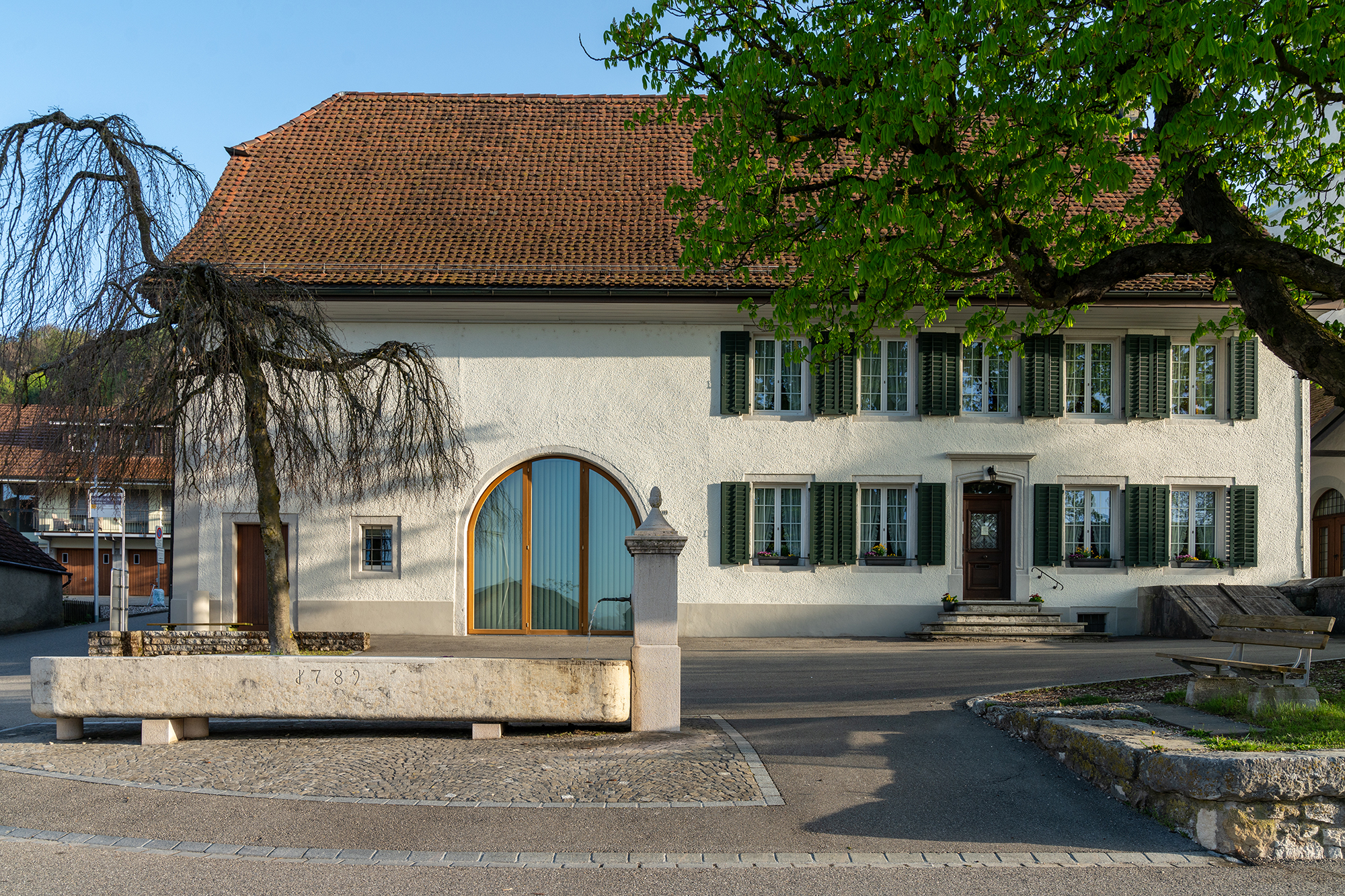
будівля ректорату
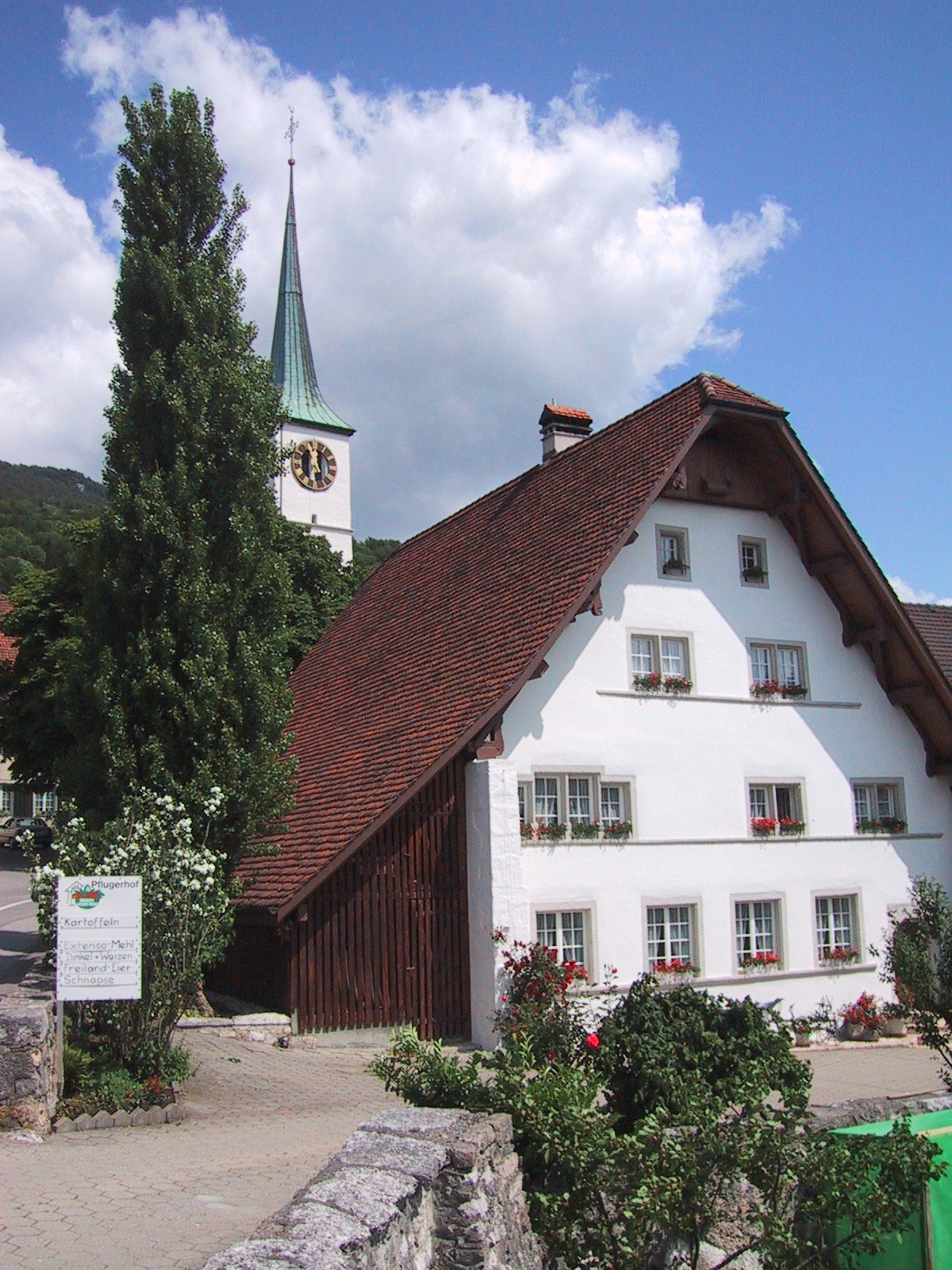
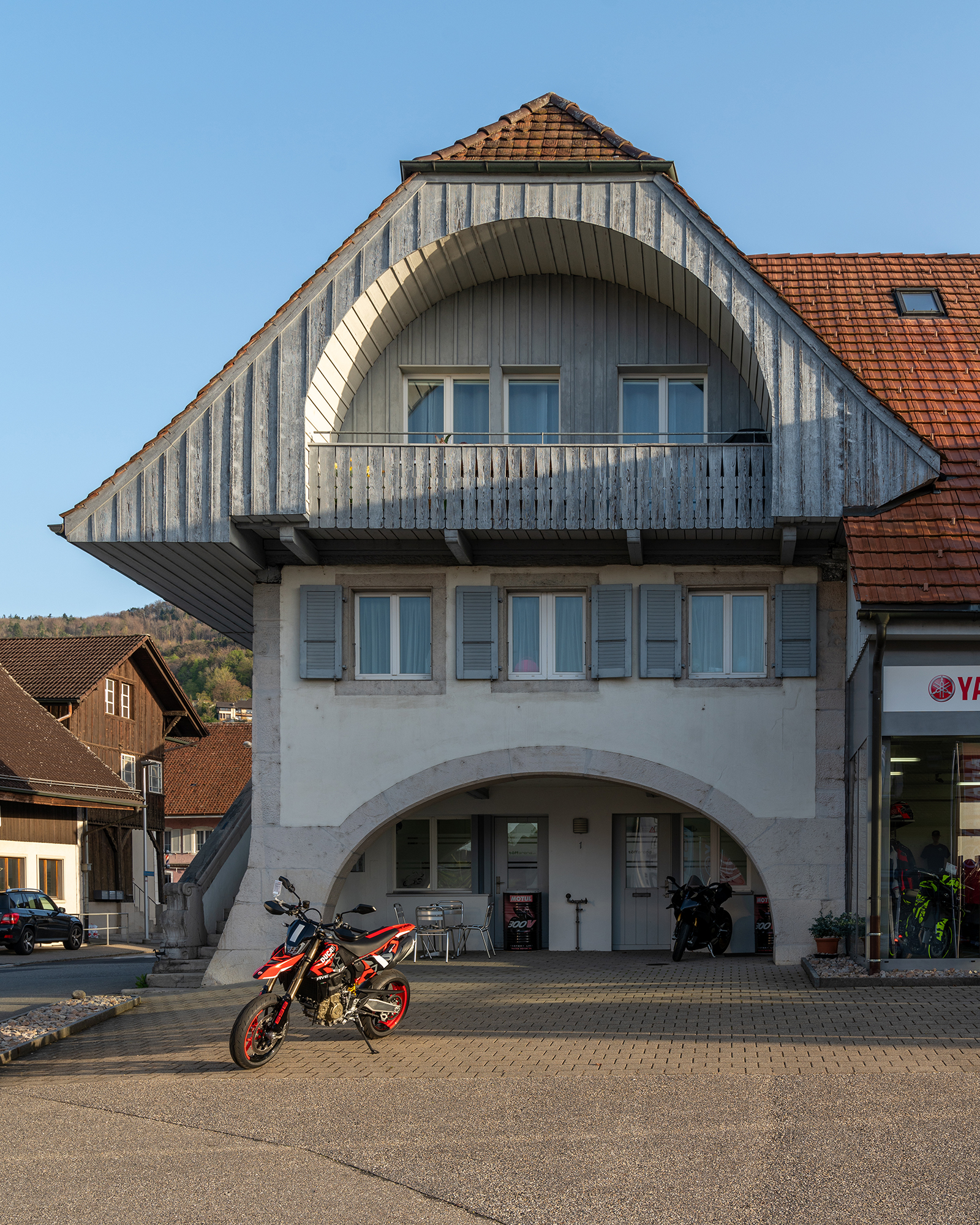
стара кузня
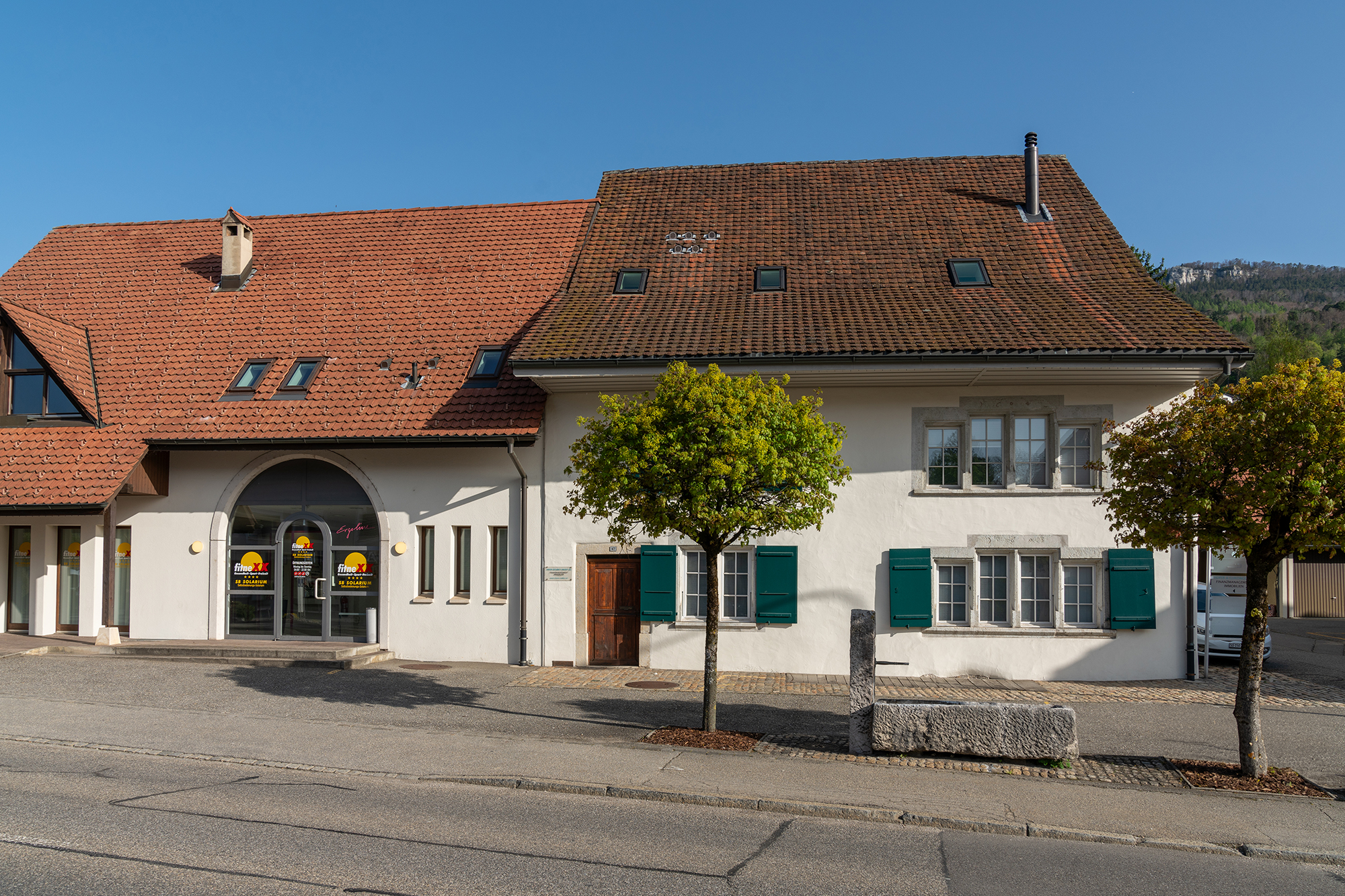
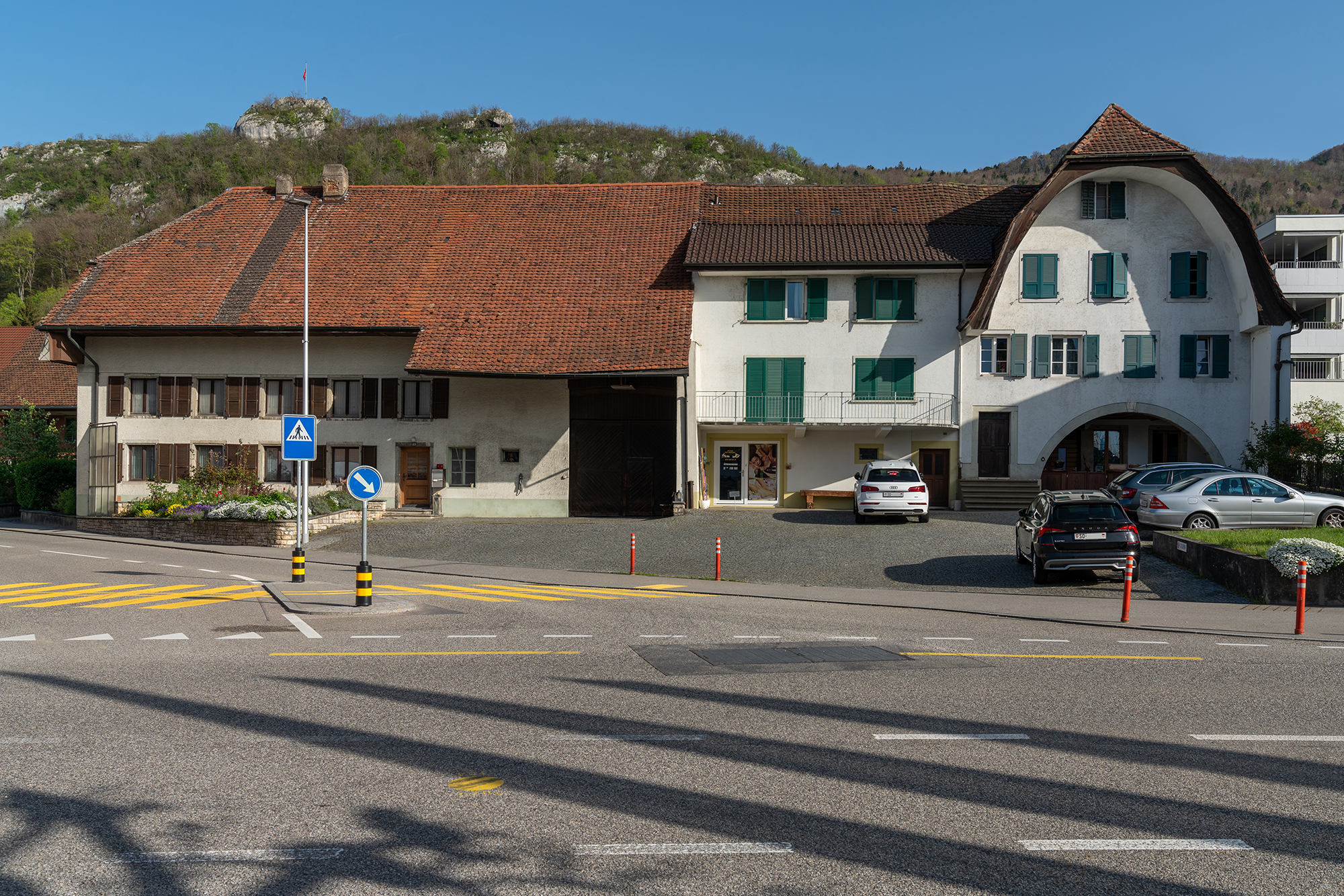